# Proyecto de represa Chihuido I
Se trata de un proyecto para la construcción de una presa y central hidroeléctrica denominada Aprovechamiento Multipropósito Chihuido I que se ubicará sobre el río Neuquén, a 5,5 km aguas abajo de su confluencia con el río Agrio y a 155 km desde la ciudad de Neuquén.

## Futura ubicación de la obra
El aprovechamiento se encontrará en el centro de la provincia del Neuquén, en la subcuenca media del río homónimo, aguas arriba del complejo Cerros Colorados, aproximadamente a 5,5 km aguas abajo de la confluencia de los ríos Neuquén y Agrio. El área de emplazamiento se encentrará situada aproximadamente a 38° 24´ de latitud Sur, y 69° 40´ de longitud Oeste.
Entre las localidades más cercanas al aprovechamiento se encuentran: Las Lajas hacia el sudoeste, Zapala al sur, Cutral-Có y Plaza Huincul hacia el sudeste, Añelo hacia el este, hacia el noroeste Chos Malal y a 115 km en línea recta al sudeste se encuentra la ciudad de Neuquén.

## Historia del proyecto
Primeramente se construyó El Chocón sobre el río Limay y el complejo Cerros Colorados en el río Neuquén. En ambas se emplazaron, aguas abajo, los compensadores de caudales Arroyito y El Chañar, respectivamente. Alicurá, emplazada aguas arriba de la confluencia del Collón Curá con el Limay, y Piedra del Águila aguas abajo, fueron las siguientes con Pichi Picun Leufu como regulador aguas abajo. Estas centrales hidroeléctricas fueron concesionadas a operadores privados.
En las cuencas del Limay y del Neuquén se han instalado 4.410 MW de potencia con una generación media anual de 14.500 GWh. De la región de la cuenca, parten cinco líneas de 500,000 voltios que transportan la energía producida a centros consumidores ubicados fuera del área de la cuenca.

## Detalles técnicos del proyecto

### Presa
| Tipo                                              | Presa de enrocado y gravas con pantalla de hormigón armado sobre el paramento de aguas arriba (C.F.G.D.) |
| Longitud total                                    | 1.035 m                                                                                                  |
| Ancho de coronamiento                             | 12 m |
| Altura máxima sobre el lecho del río (cota 527 m) | 104 m |
| Taludes: Aguas arriba                             | 1 : 1,5                                                                                                  |
| Aguas abajo                                       | 1 : 1,5                                                                                                  |
| Fundación: roca                                   | arenisca Chihuido                                                                                        |
| Aluvión                                           | gravas mal y bien graduadas                                                                              |
| Materiales                                        | Pantalla de Hº Aº y gravas de distinta granulometría en el cuerpo de la presa                            |
| Volumen presa (aprox.)                            | 6.136.000 m³                                                                                             |
| Filtros uniformes                                 | Material que cumple con las leyes del filtro respecto al material de apoyo                               |

### Obras para el desvío del río
| Ubicación | Margen izquierda                           |
| Tipo      | Por túneles excavados en arenisca Chihuido |

### Vertedero
| Ubicación                                           | Sobre margen izquierda del río                                    |
| Tipo Cuerpo vertedor                                | Gravedad de perfil estricto controlado con compuertas tipo sector |
| Fundación                                           | Roca (arenisca Chihuido)                                          |
| Cota máxima inundación ante Crecida Máxima Probable | 627,5 m                                                           |
| Descarga máxima laminando Crecida Decamilenaria     | 11.500 m³/s                                                       |
| Cota de cresta                                      | 609,5 m MOP                                                       |
| Longitud incluidas pilas                            | 159 m                                                             |
| Número de vanos                                     | 8                                                                 |

### Central hidroeléctrica
| Ubicación Casa de máquinas | Margen derecha                         |
| Tipo                       | Exterior, aguas abajo del pie de presa |
| Tipo de Fundación          | Roca (arenisca Chihuido)               |
| Máquinas                   | 4xTurbinas Francis de eje vertical     |
| Potencia Generada          | 637 MW                                 |

## Beneficios de la obra
El propósito de este aprovechamiento es la:
- Regulación del río Neuquén para control de crecidas
- Asegurar la provisión de agua para consumo humano, riego y uso industrial para poblaciones ubicadas aguas abajo.
- Generación de energía eléctrica

De esta manera se pretende lograr:
- un sustancial incremento en la seguridad ante las crecidas del río Neuquén para los asentamientos poblacionales, la infraestructura y las áreas productivas ubicadas aguas abajo del emplazamiento de la presa, en las provincias de Neuquén, Río Negro y Buenos Aires.
- Mayor garantía en la provisión de agua en períodos secos para todos los usos que se desarrollan aguas abajo, fundamentalmente para abastecimiento de agua potable y riego para los usuarios del río Neuquén, donde se evidencian conflictos de uso en periodos de estiaje pronunciado.
- Un importante aporte de energía eléctrica al Sistema Interconectado Nacional ante el incremento en la demanda que se registra permanentemente.

## Cronograma del proyecto
Cinco empresas están interesadas en la construcción de la represa; 4 uniones transitorias de empresas (UTEs) (Iecsa, Pampa Energía y Camargo Correa; Electroingeniería SA, Constructora OAS , Hidrocuyo SA; Roggio, Corsan-Coviam, Esuco y Duke Energy, José Cartellone Construcciones Civiles SA y Odebrecht) y la compañía Industrias Metalúrgicas Pescarmona SA, se presentó en forma individual.
El proyecto contempla las siguientes etapas:
a) Venta de pliegos del Llamado a Manifestación de Interés: del 23 de junio de 2008 al 30 de julio de 2008
b) Reunión con Adquirentes en la ciudad de Neuquén, (Show Room): 14 de julio de 2008
c) Visita a Obra: desde el 15 de julio al 30 de julio de 2008
d) Apertura del Llamado a manifestación de Interés: 5 de agosto de 2008
e) Precalificación de Empresas o Consorcios de Empresas: 11 de noviembre de 2008
f) Entrega de Pliego de Bases y Condiciones para la Presentación Técnico Económica: 9 de diciembre de 2008
g) Presentación de las ofertas técnicas y económicas: 12 de mayo de 2009, esperándose que en el segundo semestre del 2009 la obra quede adjudicada y se conozca a los constructores y operadores del proyecto.

## Obras complementarias
Bajo el agua del embalse de Chihuido I quedarán cuatro poblaciones: Quili Malal, Agrio del Medio, Bajada del Puente y Villa del Agrio, además del puente de la vieja Ruta 40. El concesionario que asuma la obra tendrá que relocalizar a sus habitantes y, por otro lado, construir el puente de Bajada del Agrio.